# Progress (kōkuaのアルバム)
『Progress』（プログレス）は、武部聡志プロデュースにより2006年に結成したkōkuaの1枚目のアルバム。2016年6月1日発売。発売元はSPEEDSTAR RECORDS。

## 解説
2006年1月、NHKのドキュメンタリー番組「プロフェッショナル 仕事の流儀」の主題歌制作のため2006年結成し、「Progress」を発表した。2015年11月2日、同番組の放送開始10年記念番組のために再び結集し、「夢のゴール」を制作。さらにこのファーストアルバムは、バンド結成から10年でのリリースとなった。
本作はシングルに引き続きスガシカオが中心となりつつも、楽曲提供なりプロデュースなりでメンバーそれぞれがいずれかの曲でイニシアチブを取っている。バンド名義の曲とメンバーがそれぞれに書いたソロ曲で構成されているイエスのアルバム『Fragile』が好きだというプロデューサーの武部聡志の提案で、ライブ・パフォーマンスでもそれぞれのメンバーをフィーチャーできるよう1人1人が曲を書いている。またバンドサウンドを生かすために「5人だけでやる」ということにこだわり、レコーディングでもゲストは入れずに自分たちだけで演奏している。

## 収録曲
1. 夢のゴール
作詞・作曲：スガシカオ、編曲：武部聡志・小倉博和
NHK総合「プロフェッショナル 仕事の流儀」挿入歌
田島ルーフィングCMイメージソング
2. 幼虫と抜け殻
作詞・作曲：スガシカオ、編曲：kōkua
3. 砂時計
作詞・作曲：スガシカオ、編曲：kōkua
4. 1995
作詞：スガシカオ、作曲・編曲：屋敷豪太
5. BEATOPIA
作曲・編曲：武部聡志
6. Blue
作詞・作曲：スガシカオ、編曲：kōkua
7. Stars
作詞・作曲：Mick Hucknall、日本語詞：スガシカオ、編曲：kōkua
8. 道程
作詞・作曲・編曲：小倉博和
9. kōkua's talk 2
作詞：スガシカオ、作曲・編曲：武部聡志
10. 黒い靴
作詞：スガシカオ、作曲・編曲：根岸孝旨
NHK BS プレミアムよるドラマ「ふれなばおちん」主題歌
11. 私たちの望むものは
作詞・作曲：岡林信康、編曲：kōkua
12. Progress
作詞・作曲：スガシカオ、編曲：武部聡志・小倉博和
NHK総合「プロフェッショナル 仕事の流儀」主題歌